# Exoncotis gemistis
Exoncotis gemistis är en fjärilsart som beskrevs av Edward Meyrick 1909. Exoncotis gemistis ingår i släktet Exoncotis och familjen Acrolophidae. Inga underarter finns listade i Catalogue of Life.